# Santo-Pietro-di-Venaco
Santo-Pietro-di-Venaco (kors. Santu Petru di Venacu) – miejscowość i gmina we Francji, w regionie Korsyka, w departamencie Górna Korsyka.
Według danych na rok 1990 gminę zamieszkiwało 166 osób, a gęstość zaludnienia wynosiła 21 osób/km².